# Litoria splendida
Litoria splendida é uma espécie de rela descrita pela primeira vez em 1977. Tem uma distribuição limitada, ocorrendo apenas na costa noroeste da Austrália. Tem aspecto semelhante a, e por isso pode ser confundida com, a espécie próxima Litoria caerulea.